# Elizabeth Ann Whitney
Elizabeth Ann Whitney (Derby, Connecticut, 26 de enero de 1800-Salt Lake City, Utah, 15 de febrero de 1882), nacida como Elizabeth Ann Smith, fue una de las primeras líderes del Movimiento de los Santos de los Últimos Días, y la esposa de Newel K. Whitney, otro líder de comienzos del movimiento.

## Personal
Elizabeth Ann Smith nació en Derby, Connecticut, primera hija de Gibson y Polly Smith, uno de los primeros pobladores de la región quienes, a pesar de ser estrictos en educación y moralidad, no estaban alineados con ninguna religión. A los dieciocho años convenció a sus padres a partir con una tía soltera quien se había independizado en Kirtland, Ohio, a poca distancia del lago Erie. Poco después de cumplir veinte años conoció a su futuro marido Newel Whitney, un comerciante de pieles oriundo de Vermont. Se casaron el 20 de octubre de 1822, por un ministro presbiteriano. La pareja acumuló rápidamente riqueza y situación en su comunidad.

## Religión
En Kirtland, Elizabeth y su marido se sumaron entre los Discípulos de Cristo, dirigidos en la zona por Sidney Rigdon. Las enseñanzas de este grupo, que negaban tener el poder para conferir el don del Espíritu Santo, condujo a la pareja a orar en busca de dicho don. En respuesta a esa oración, la pareja dijo haber visto una visión y una voz que decía, «¡Prepárense para recibir la palabra del Señor, ya que está llegando!»
En noviembre de 1830, la Sra Whitney y su esposo conocieron al elder mormón Parley P. Pratt, quien había estado cumpliendo una misión en Kirtland. A causa de la predicación de Pratt, los Whitney fueron bautizados en La Iglesia de Jesucristo de los Santos de los Últimos Días. La respuesta a la oración de la Sra. Whitney, como afirma ella, llegó más tarde, en febrero de 1831, cuando ella y su marido se reunieron con Joseph Smith que llegó a Kirtland y se quedó en casa de ellos. 
En 1842, la Sra. Whitney se convirtió en una de las primeras dirigentes de la organización mundial Sociedad de Socorro, junto con Emma Hale Smith, Sarah Cleveland, y Eliza Roxcy Snow (que se habían conocido en Kirtland). Whitney sirvió como segunda consejera de la presidenta de la organización, Emma Smith.

## Pioneros
Whitney y su marido se encontraban en el círculo interno a principios del mormonismo con Joseph Smith, y más tarde Brigham Young, con quienes viajaron al oeste y se establecieron, junto con los pioneros mormones en Salt Lake City, Utah.

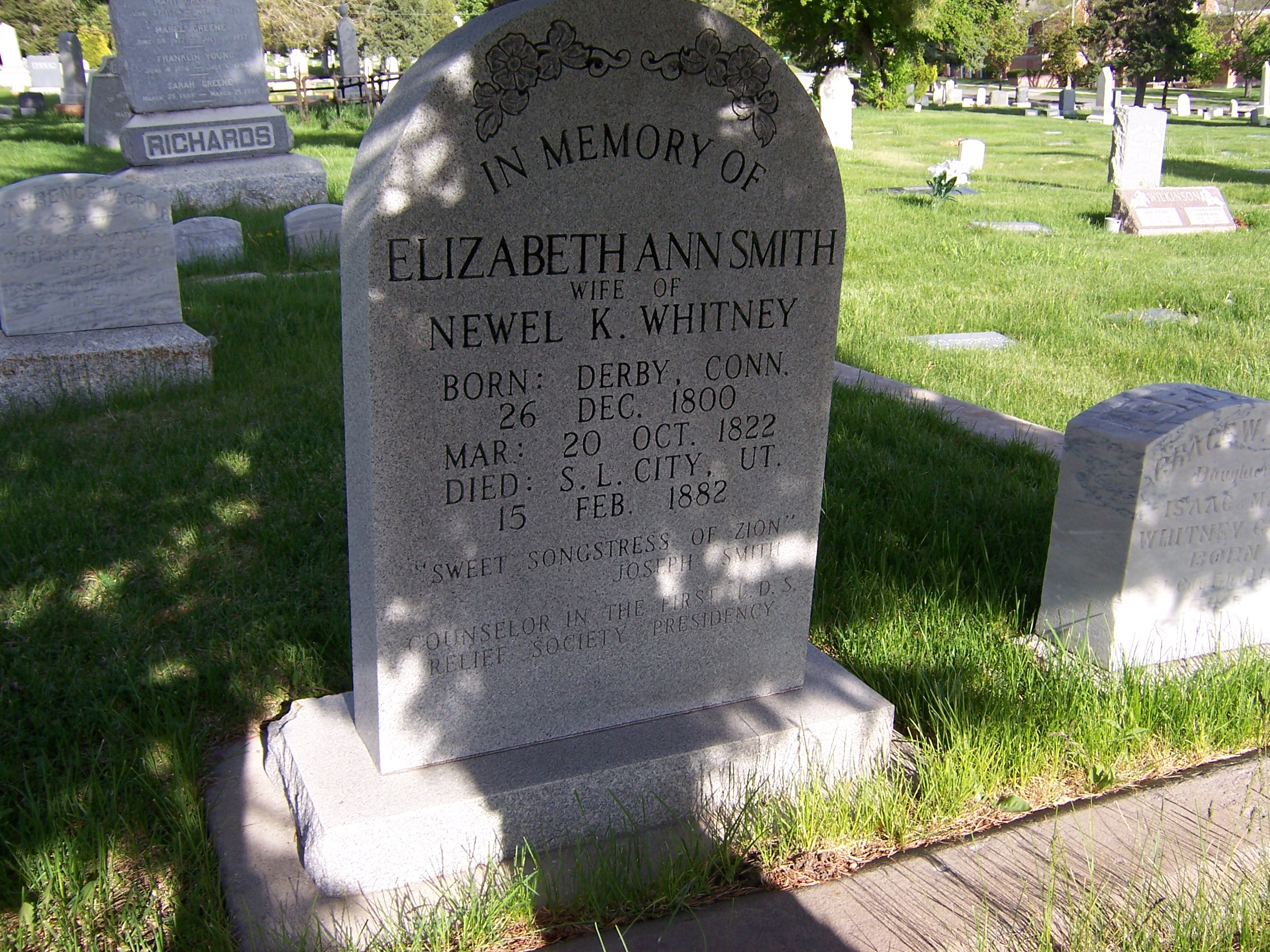